# Terza lettera di Giovanni
La Terza Lettera di Giovanni conosciuta anche come Seconda Lettera del Presbitero è una lettera inclusa tra i libri del Nuovo Testamento ed è considerata la sesta delle cosiddette «lettere cattoliche». È stata scritta attorno al 100.
Il destinatario della lettera è un certo Gaio, presumibilmente a capo di una comunità cristiana.

## Composizione
La lettera è stata tradizionalmente attribuita a Giovanni l'evangelista, seguendo la stessa sorte della seconda: la parentela contenutistica e stilistica con la prima lettera sembra infatti ricondurre lo scritto a Giovanni, o quanto meno alla cerchia dei suoi discepoli.
Gli studiosi moderni ritengono tuttavia che l'autore non sia l'apostolo Giovanni: in tale linea si è posto anche il papa Benedetto XVI, che pone attenzione alla figura del presbitero Giovanni. 
Nell'attuale mondo accademico infatti - in merito alla relazione tra le tre lettere e il Vangelo attribuiti all'apostolo Giovanni, figlio di Zebedeo - "la maggioranza ritiene che non si tratti della stessa persona, ma di qualcuno che conosceva molto bene gli insegnamenti contenuti in quel Vangelo e che intendeva affrontare alcuni problemi sorti nella comunità in cui si leggeva quel Vangelo" e, concordemente, gli esegeti del cattolico "Nuovo Grande Commentario Biblico" ritengono che in tali lettere "espressioni parallele in apertura delle lettere («che io amo nella verità», 2Gv1; 3Gv1; «Mi sono rallegrato molto di aver trovato... camminando nella verità», 2Gv4; 3Gv3), e in chiusura (2Gv12; 3Gv13) mostrano che le lettere sono della medesima persona"  ma "un confronto tra 1Gv e il quarto vangelo indica che 1Gv (e di conseguenza 2 e 3Gv) non è opera dell'autore del vangelo".
Come altri testi giovannei la lettera nella sua redazione finale dovrebbe essere stata scritta verso la fine del I secolo, probabilmente ad Efeso.

## Struttura e contenuto
La lettera costituisce lo scritto più breve del corpus giovanneo: in tutto, conta 219 vocaboli, oggi raccolti in 15 versetti.
L'occasione per la scrittura della lettera è il rifiuto, da parte del capo di una comunità cristiana, Diotrefe, di accogliere gli inviati del presbitero. Questi trovano quindi riparo nella casa di Gaio, cui la lettera è destinata.

### Elogio di Gaio
La lettera inizia con il saluto a Gaio ed esprime gioia per il suo cammino nella verità («Non ho gioia più grande di questa, sapere che i miei figli camminano nella verità», 4). L'autore si augura che Gaio stia bene in tutto, nel fisico oltre che nello spirito.

### Diotrefe e Demetrio
L'autore si lamenta quindi del fatto che Diotrefe, che ambisce ai primi posti nella comunità, rifiuta di accogliere i fratelli inviati dal presbitero e impedisce di riceverli anche a chi vorrebbe farlo. L'invito a Gaio è di perseverare nel bene: «Carissimo, non imitare il male, ma il bene» (11). Nella lettera viene quindi citato Demetrio, forse il latore della lettera, come testimone della verità.

### Saluti
La lettera si conclude con i saluti e con l'augurio di potersi presto parlare a voce.